# 那智滝
那智滝（なちのたき）は、和歌山県東牟婁郡那智勝浦町の那智川中流にかかる滝。石英斑岩からなるほとんど垂直の断崖に沿って落下し、落ち口の幅13メートル、滝壺までの落差は133メートルに達し、その姿は熊野灘からも望見することができる。総合落差では日本12位だが、一段の滝としては落差140メートルのラッキベツの滝に次ぐ、落差日本2位。しかし、ラッキベツの滝は北方領土内の択捉島に位置するため、日本の施政権が及ぶ範囲内では落差日本1位である。華厳滝、袋田の滝と共に日本三名瀑に数えられている。
国の名勝に指定されている（1972年〈昭和47年〉7月11日指定、指定名は「那智大滝〈なちのおおたき〉」）。ユネスコの世界遺産『紀伊山地の霊場と参詣道』（2004年〈平成16年〉7月登録）の一部。

## 概要
那智山中の那智原始林には、いくつかの渓流があり、その渓流には60余に達する多くの滝が架かっている。「那智滝」とは、本来は、那智山の多くの滝のうち、瀧篭修行の行場として扱われた48の滝（那智四十八滝）の総称であった。一般に那智滝として知られている滝はこれらのうち、一の滝を指している。その姿は、那智滝図、一遍上人絵伝、熊野那智参詣曼荼羅など宗教美術においてたびたび描かれている。
那智山一帯は、滝に対する自然信仰の聖地であり、一の滝は飛瀧神社の神体であって、飛瀧神社の境内に設けられた滝見台からその姿を見ることが出来る。滝の落口の岩盤に切れ目があり三筋に分かれて流れ落ちるため三筋の滝ともいい、また那智の滝の代表するということから那智の大滝とも呼ばれる。
滝口には、さらし布で作られた注連縄がかけられており、毎年正月と例大祭「那智の扇祭り」の前に新調され張り替えられている。
この滝を写した写真を「熊野那智大社と那智滝」などと題して、三重の塔（青岸渡寺）と那智の滝を1枚のフレームに納めたものがある。この名称は、明治期の神仏分離以前において、三重の塔が属する青岸渡寺と熊野那智大社が一体のものであった名残である。

## 那智四十八滝
那智原始林内には多くの滝があるが、このうち48の滝に番号と神道を中心に、儒教、仏教、道教、陰陽五行説などの諸宗教にもとづく名が与えられていた。これらの滝では、青岸渡寺開祖と伝えられる裸形上人をはじめとする宗教者たちのほか、花山法皇も二の滝の断崖上に庵を設けて、千日滝篭行をしたと伝えられている。しかし、明治期の神仏分離令・修験道廃止令によって、これらの行を支えた神仏習合的な信仰が失われるとともに、明治初期からは所在や名称も不明となっていた。
1991年（平成3年）、わずかに残された古文書を手がかりに、地元の有志・新聞社・僧職などが四十八滝探査プロジェクトを行い、再発見に成功した。また、1992年（平成4年）からは青岸渡寺の手によって、那智四十八滝回峰行が再興されている。

## ギャラリー

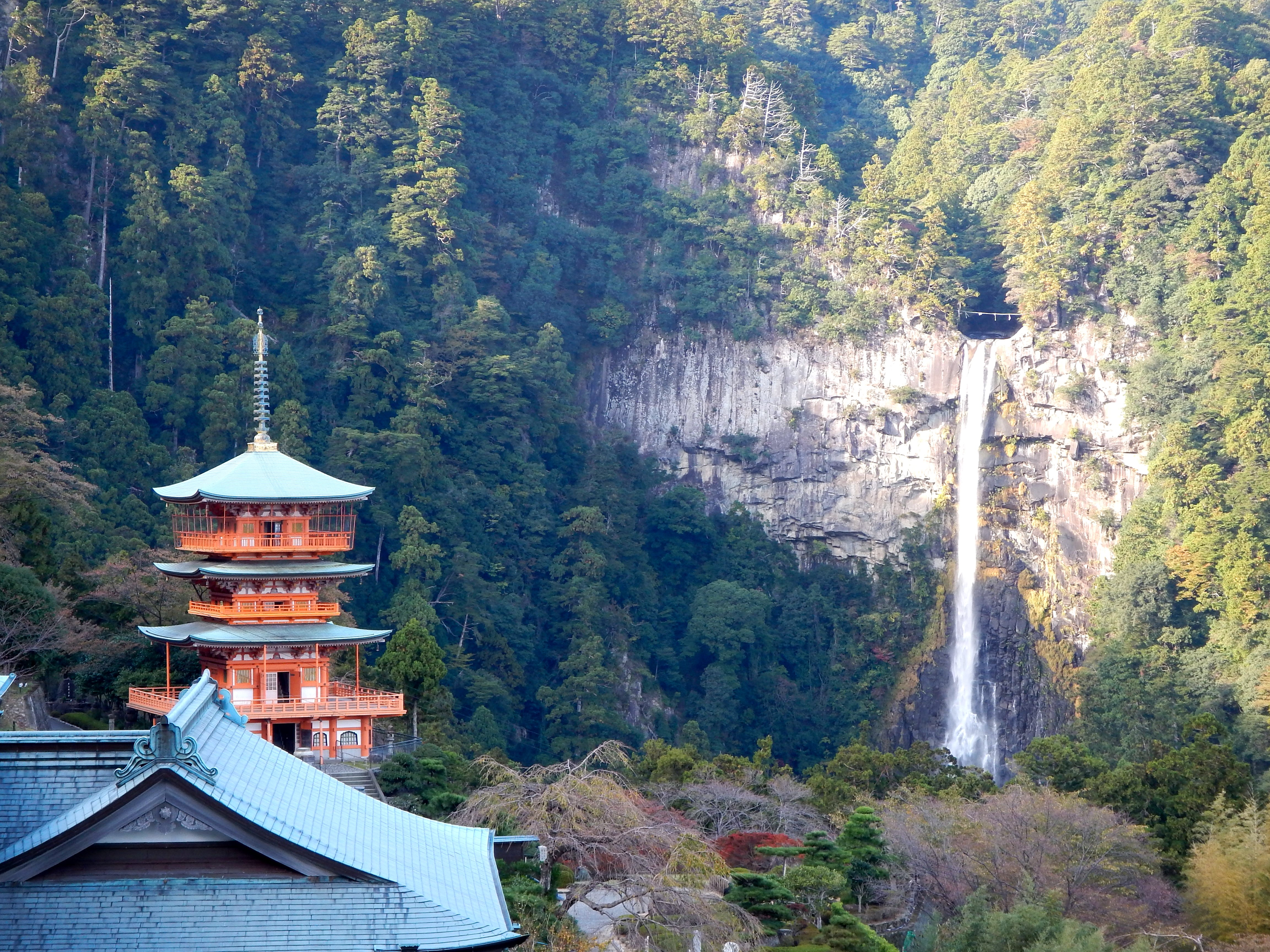
青岸渡寺（左：三重塔、下：尊勝院）と那智滝
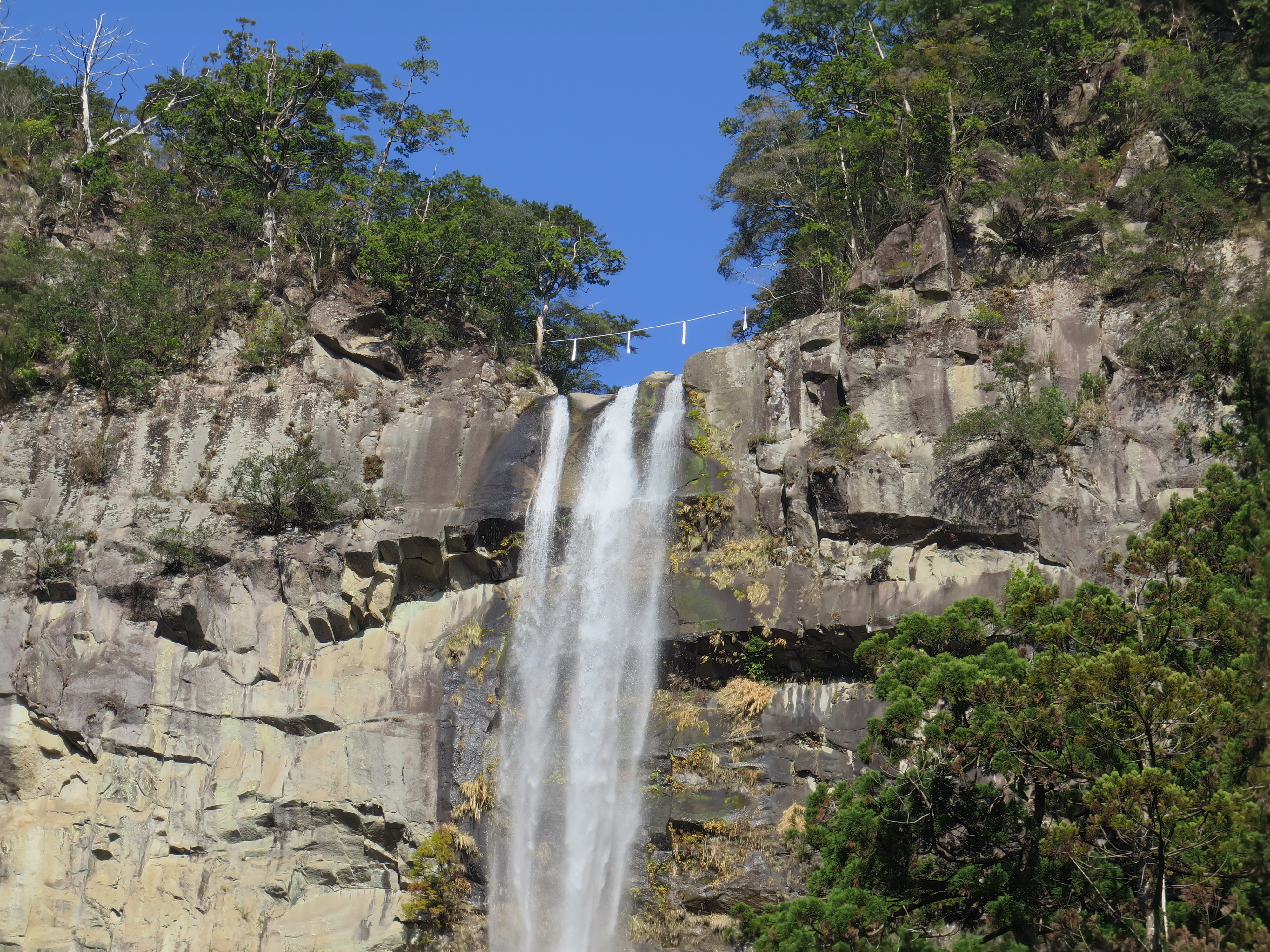
滝面上部に注連縄
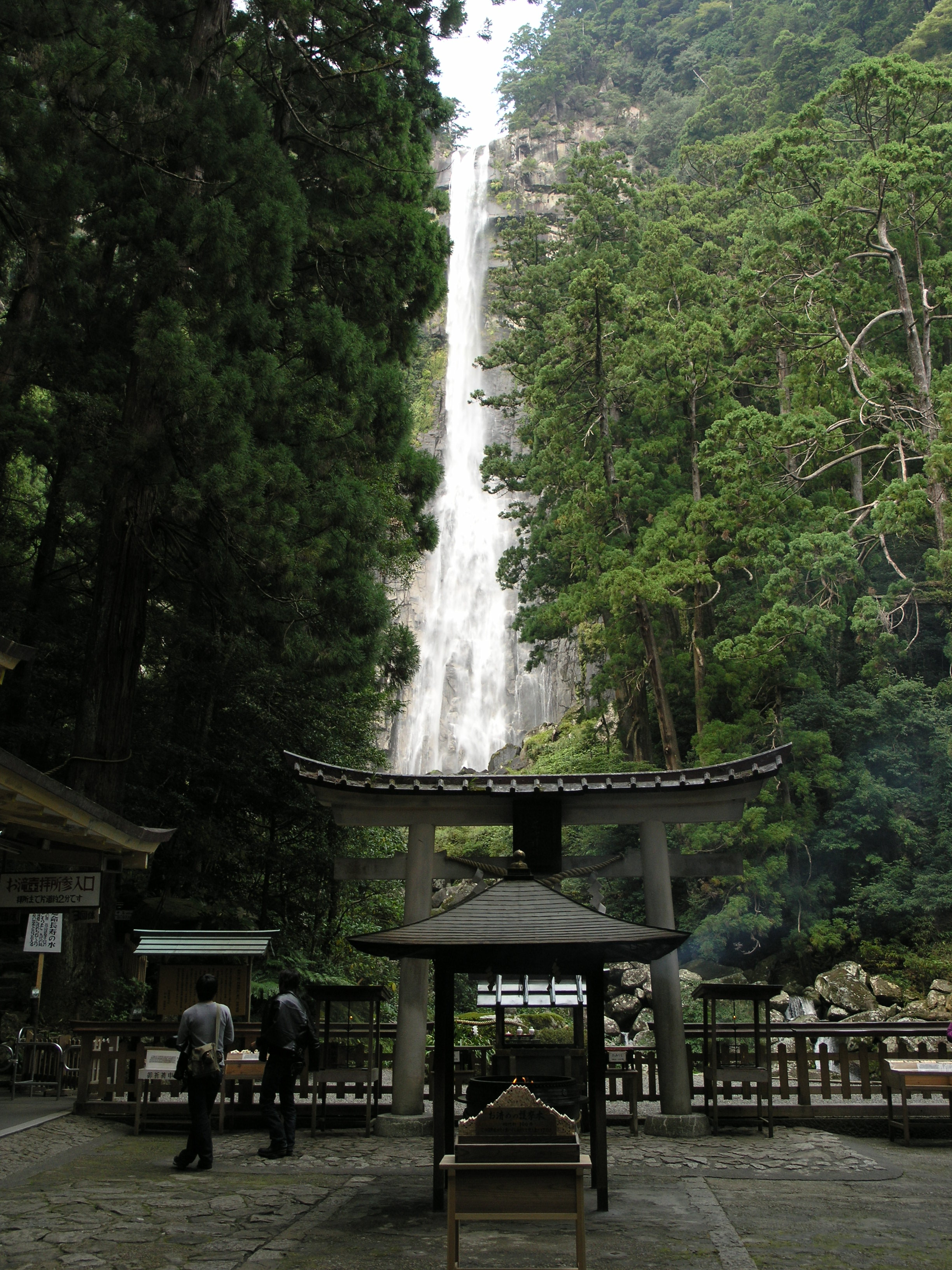
飛瀧神社境内から大滝を望む
那智勝浦町の町章は那智の滝を図案化したもの[9]
那智滝図

## 所在地
- 和歌山県東牟婁郡那智勝浦町那智山
  - 紀伊勝浦駅・那智駅より熊野御坊南海バス那智山線乗車。「那智の滝前」バス停下車。乗用車用の駐車場も存在する。
  - 大門坂を散策しながら向かう場合徒歩40分程度。